# Águeda (freguesia)
Àgueda va ser una freguesia portuguesa del municipi d'Águeda, districte d'Aveiro, amb 27,61 km² d'àrea i 11,346 habitants el 2011.
Localitzada en el centre del municipi, la freguesia d'Águeda era una de les tres freguesias que només tenia altres freguesias del mateix municipi al seu voltant: Trofa i Valongo do Vouga al nord, Préstimo al nord-est, Castanheira do Vouga a l'est, Borralha, Recardães i Espinhel al sud, Óis da Ribeira a l'oest i Travassô al nord-oest. Estaba banyada pels rius Águeda, que creuava la ciutat, i el Alfusqueiro.
Durant la reforma administrativa nacional de 2013, va ser fusionada amb la freguesia de Borralha per donar lloc a la nova freguesia d'Águeda e Borralha.

## Llocs d'interès
- Águeda (ciutat)
- Alagoa
- Alhandra
- Ameal
- Assequins
- Bolfiar
- Catraia de Assequins
- Cavadas
- Giesteira
- Gravanço
- Lapas de S. Pedro
- Maçoida
- Ninho de Águia
- Paredes
- Raivo
- Regote
- Rio Covo
- Sardão
- S. Pedro
- Vale de Erva
- Vale Domingos
- Vale Durão
- Vale do Sobreirinho
- Vale Verde